# Stenhelia curviseta
Stenhelia curviseta är en kräftdjursart som beskrevs av Lang 1936. Stenhelia curviseta ingår i släktet Stenhelia och familjen Diosaccidae. Inga underarter finns listade i Catalogue of Life.